# NGC 4414
NGC 4414는 머리털자리에서 관측되는, 지구에서 약 6,200만 광년 떨어진 정상나선은하이며 나선팔이 뚜렷하게 나타나지 않는 양털나선은하이다.
이 은하는 1995년에 허블 우주 망원경이 촬영하였으며 1999년에도 다시 한 번 관측되었다. 은하의 바깥쪽 나선팔은 폭발적 항성 생성이 지속적으로 일어나고 있기 때문에 푸른색을 띤다.

## 초신성
1974년에는 초신성 SN 1974G가 발견되었는데, 이 은하에서 초신성이 발견된 것은 2013년 초신성 SN 2013df가 나타날 전까지 유일했다.